# Forner del Pacífic
El forner del Pacífic (Furnarius cinnamomeus) és una espècie d'ocell de la família dels furnàrids (Furnariidae) que viu al bosc de ribera de les terres baixes de l'est de l'Equador i nord-oest del Perú.